# Et vanskeligt Valg
Et vanskeligt Valg er en dansk stumfilm fra 1914, der er instrueret af Holger-Madsen efter manuskript af Fr. Poulsen.

## Handling
Denne artikel mangler et handlingsreferat. Hjælp os med at skrive det.

## Medvirkende
- Valdemar Psilander - Poul Holck, kunstmaler
- Thorkild Roose - Grant, bankier
- Alma Hinding - Lilly, Grants datter
- Carl Alstrup - Werner, fabrikant
- Nicolai Johannsen
- Holger Syndergaard
- Franz Skondrup
- Oluf Billesborg